# جسیکا لوپز
جسیکا لوپز (به انگلیسی: Jessica López) ژیمناست زادهٔ ۲۲ ژانویهٔ ۱۹۸۶ میلادی اهل کشور ونزوئلا است.